# یوکسی
یوکسی (به لاتین: Yuxi) یک شهر مرکزی در جمهوری خلق چین است که در یون‌نان واقع شده‌است. یوکسی ۱۵٬۲۸۵ کیلومتر مربع مساحت و ۲٬۵۶۸٬۰۰۰ نفر جمعیت دارد.